# Johannes Aschanius
Johannes Aschanius, född 1646 i Hägerstads socken, död 7 oktober 1707 i Rogslösa socken, var en svensk präst i Rogslösa församling.

## Biografi
Johannes Aschanius föddes 1646 på Aska i Hägerstads socken. Han var son till bonden Per Bengtsson (Per i Aska); 1600-1651 och Ingrid Nilsdotter; 1620 - 1687. Aschanius blev 20 oktober 1666 student vid Uppsala universitet och prästvigdes 7 juli 1669. Han blev 6 juni 1670 kompanipredikant vid Östgöta infanteriregemente och deltog med regementet i Pommern 1673. Aschanius blev i maj 1678 regementspastor. 1683 blev han kyrkoherde i Rogslösa församling och tillträdde 1684. Han avled 7 oktober 1707 i Rogslösa socken. Aschanius satte upp en målad och förgylld tavla som föreställde Jesu korsfästelse i norra nykyrkan. Det var en tavla till minne av sig själv, hustrun och de nio barnen.

### Familj
Aschanius gifte sig 1676 med Beata Jönsdotter (1656–1734). Hon var dotter till kronofogden Jöns Andersson i Kinda och Ydre. Beata Jönsdotter var änka efter lektorn Samuel Werelius i Linköping. Aschanius och Jönsdotter fick tillsammans barnen Maria Aschanius som var gift med kyrkoherden Haraldus Sandelius i Stens församling, Beata Aschanius (född 1679) som var gift med korpralen Carl Illerström vid Östgöta kavalleriregemente, postinspektorn Petrus Aschanius (1681–1732) vid Jönköpings slott, Anna Aschanius som var gift med kyrkoherden Daniel Talén i Rappestads församling och kornetten Johan Dryander, Ingrid Aschanius som var gift med komministern N. Lindmark i Ekeby församling och korpralen Joseph Ekelund i Väversunda, komministern Nils Aschanius i Röks församling, Olof Aschanius (1689–1689), kvartermästaren Jöns Aschanius (1690-1743) vid Östgöta kavalleriregemente, Helena Aschanius (1692–1693), Brita Aschanius (1694–1732) som var gift med kvartermästaren Anders Sätterström, Daniel Aschanius (1696–1697) och sergeanten Carl Gustaf Aschanius (född 1698) vid Östbo kompani.